# Corydalis cheilanthifolia
Espèce
Classification APG III (2009)
Corydalis cheilanthifolia (corydalis à feuilles de fougère) est une espèce de plantes à fleurs de la famille des Papaveraceae. C'est une plante vivace originaire du centre de la Chine.

## Description
Croissant à partir d'un rhizome, la plante possède des feuilles découpées, ressemblant à celles des Cheilanthes, fougères de la famille des Ptéridacées d'où le nom qui lui a été donné. Elles virent au bronze en automne et persistent tout l'hiver. Les fleurs sont jaune vif et s'ouvrent en long racèmes érigés sur des tiges sans feuilles de la mi-mars au début de l'été. Les graines pourvu d'élaiosomes sont portées dans une longue capsule mince capsule.